# Oriñón
Oriñón es una pedanía del municipio español de Castro-Urdiales, en la comunidad autónoma de Cantabria. En 2008, contaba con una población de 175 habitantes (INE).

## Geografía
La localidad se encuentra a 12 km de la capital municipal, Castro Urdiales y a 4 m sobre el nivel del mar.
La desembocadura del río Agüera da lugar a la ría de Oriñón, la cual entrega sus aguas al mar Cantábrico bordeando la playa de Oriñón, de fina arena de más de 2 km de longitud. Se encuentra a los pies del monte Candina, uno de los espacios naturales más destacados del litoral cántabro por su espectacularidad, por su flora (se ha catalogado la existencia de alguna que otra especie autóctona como la Ophrys tenthredinifera) y también por las colonias de buitres que anidan en él. Muy cerca de esta localidad está el cabo Cebollero, coloquialmente conocido como la Ballena.

## Símbolos
El 5 de octubre de 2012 la Junta Vecinal de Oriñón aprobaba mediante acuerdo la adopción de escudo y bandera. El 21 de marzo de 2013 el Consejo de Gobierno de Cantabria decidía aprobar los símbolos de la localidad de Oriñón, en el municipio de Castro-Urdiales, que reflejan conforme a las normas de la heráldica, los hechos más relevantes y peculiares de su pasado histórico.
Las propuestas acerca del escudo y bandera a adoptar fueron realizadas por la Sociedad Española de Vexilología.